# Джузеппе Адамі
Джузеппе Адамі (італ. Giuseppe Adami; 4 листопада 1878 — 12 жовтня 1946) — італійський драматург, театральний і музичний письменник, критик, а також лібретист, відомий завдяки співпраці з Джакомо Пучіні за операми Ластівка (1917), Плащ (1918) і Турандот (1926).

## Життя і творчість
Джузеппе Адамі народився у Вероні. Здобув освіту юриста в Падуанському університеті, але за спеціальністю не працював, присвятивши свою кар'єру творчій діяльності письменника, драматурга і музичного критика. Завдяки співпраці з великим Джакомо Пуччіні здобув славу лібретиста. Адамі підтримував знаного композитора в більшості його починань, нерідко на ті часи відверто сміливих. Сам Пуччіні неодноразово надзвичайно високо характеризував Адамі як автора і критика. Після смерті Пуччіні Джузеппе спочатку опублікував колекцію його листів (Epistolario, 1928), потім — видав власноруч написану одну з перших біографій знаного композитора (Giacomo Puccini, 1935). Згодом Адамі опублікував ще одну його біографію — Життя Джакомо Пуччіні (Il romanzo della vita di Giacomo Puccini, 1942).
Адамі також писав лібрето і для інших композиторів. Відомо, що він працював над Стежинкою від вікна (La via della finestra) Ріккардо Дзандонаї, а також над Nazareth (1925) і Anima allegra (1918—1919) Франко Віттадіні.
Адамі також написав кілька п'єс, серед яких I fioi di Goldoni (1905), персонажем якої є відомий композитор Карло Ґольдоні, Una capanna e il tuo cuore (1913), Capelli bianchi (Біле волосся, 1915), Felicita Colombo (Щастя Коломбо, 1935) і Nonna Felicita (Бабусине щастя, 1936). Остання в 1938 була екранізована кінорежисером Маріо Маттолі.
Він був музичним критиком міланського видання La sera і огляду La comedia з 1931 до 1934, а також публіцистом видавничого дому Casa Ricordi до кінця свого життя.
Помер у Мілані у віці 67 років.